# Abbotsford
|  | «Abbotsford» redirigeix aquí. Vegeu-ne altres significats a «Abbotsford (desambiguació)». |

Abbotsford és una mansió on Sir Walter Scott va residir de 1812 a 1832. Està situada a la dreta del Tweed, a uns 5 km de Melrose, Escòcia, sent un edifici singular i irregular d'estil escocès. El 1811 Scott va comprar la granja original, Carley Hole, i la va transformar (1817-1825) en una casa senyorial d'estil gòtic. Sent la llar dels descendents directes de Scott, Abbotsford House es manté pràcticament sense canvis. Conté una biblioteca, amb retrats familiars i una col·lecció de relíquies històriques. Forma part de l'Inventory of Gardens and Designed Landscapes in Scotland.